# Wojęcino
Wojęcino [vɔjɛnˈt͡ɕinɔ] là một ngôi làng thuộc khu hành chính của Gmina Bobolice, thuộc quận Koszalin, West Pomeranian Voivodeship, ở phía tây bắc Ba Lan. Nó nằm khoảng 14 kilômét (9 mi) về phía tây của Bobolice, 26 km (16 mi) phía đông nam Koszalin và 135 km (84 mi) về phía đông bắc của thủ đô khu vực Szczecin.
Ngôi làng có dân số 90 người.